# Château de Veldenz
Le château de Veldenz est un château partiellement ruiné situé sur une colline dominant la vallée allemande de la Moselle et son vignoble, à quelques kilomètres de la rive droite du cours d'eau.
Le château est construit à une date inconnue, mais antérieure à 1156. Il est le siège du comté de Veldenz et, en tant que tel, demeure durant des siècles la plus importante fortification de la région ; avec le déclin de ses suzerains, le château est affaibli et les troupes de Louis XIV, durant le ravage du Palatinat, n'ont aucun mal à le prendre. L'édifice est alors rasé. Le site est délaissé durant le XVIIIe siècle, mais, en 1807, les ruines sont rachetées. Tout d'abord, elles servent essentiellement de carrière de pierres ; par la suite, certaines parties du château sont reconstruites.
Le château est notamment connu en France car il est le théâtre d'une partie de l'action du roman 813, de Maurice Leblanc, qui met en scène Arsène Lupin. Ce dernier retrouve dans le château une correspondance secrète fictionnelle entre Frédéric III et Otto von Bismarck.

## Situation

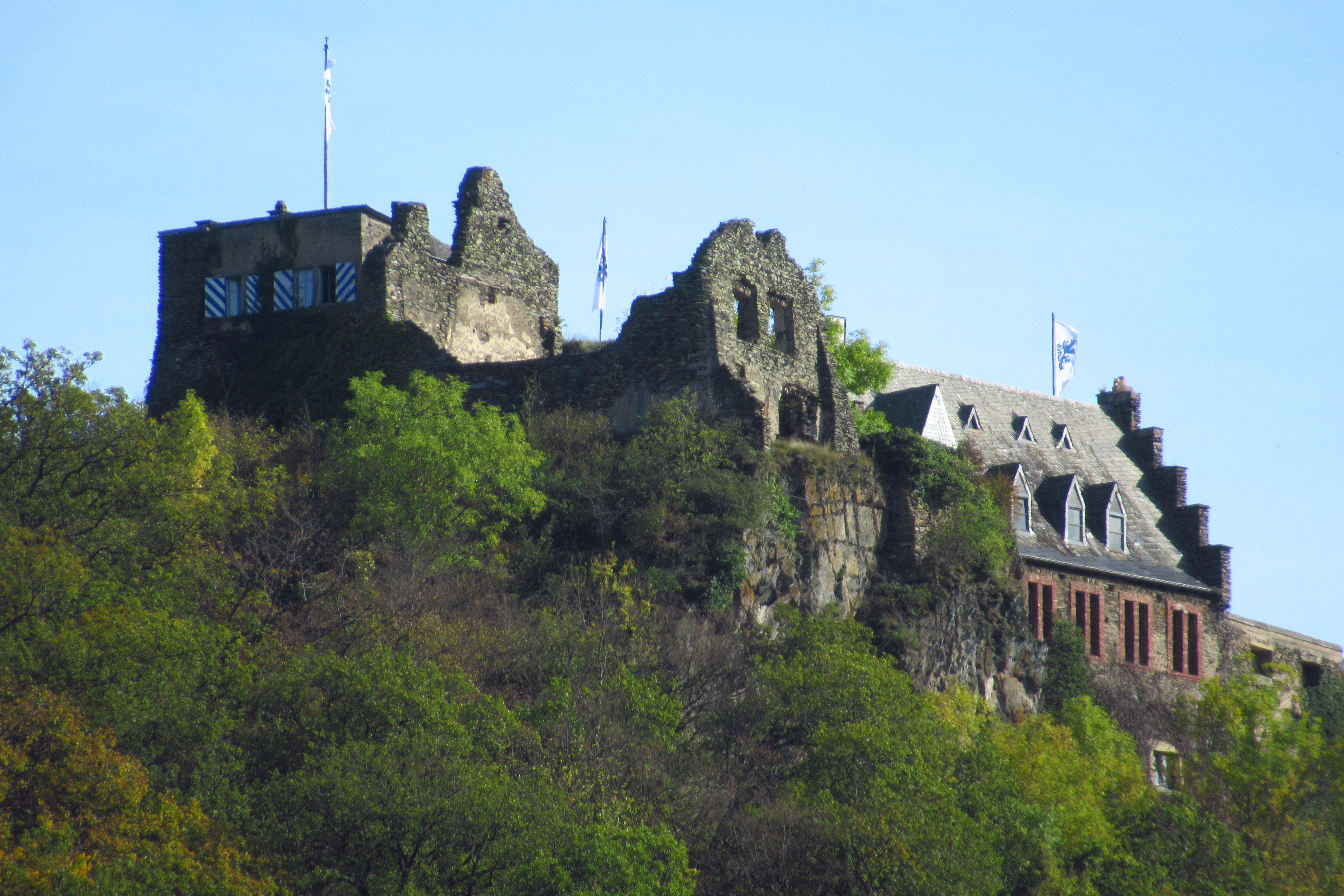
Le château vu depuis la vallée.

Le château de Veldenz est situé sur un éperon rocheux, à environ 320 mètres d'altitude. L'Hinterbach au nord et le Kalmbach au sud-ouest entourent cet éperon et confluent pour former le Veldenzer Bach (ceb), affluent de rive droite de la Moselle.
Le château est situé environ à un kilomètre au sud-est de la ville de Veldenz et à quatre kilomètres environ au sud de la vallée de la Moselle. L'éperon sur lequel l'édifice a été bâti est situé sur les flancs nord-ouest du Hunsrück.

## Histoire

### Fondation
La ville de Veldenz et ses environs constituent dès le Haut Moyen Âge un fief de l'évêque de Verdun. En 1088, un chevalier nommé Ermicho reçoit le bailliage en fief. C'est lui, ou son fils Gerlach, qui construit le château. À partir de 1130, Gerlach reçoit le titre de comte de Veldenz. Néanmoins, le suzerain direct du comte reste l'évêque. C'est d'ailleurs le document qui confirme cette appartenance qui constitue la première mention connue du château : en 1156, Frédéric Barberousse confirme à Albert de Mercy, évêque de Verdun, la propriété du château.

### Moyen Âge
Au XIIIe siècle, la puissance militaire que leur donne leur situation privilégiée incite les comtes de Veldenz à s'affranchir de la tutelle épiscopale. Le refus du prélat amène un arbitrage effectué par Dietrich de Wied, archevêque de Trèves en 1220 ; l'évêque de Verdun conserve alors son droit de visite à n'importe quel moment. En mesure de rétorsion, le comte de Veldenz commence la construction du château de Lichtenberg (de) ; malgré l'avis défavorable de Frédéric II, qui veut faire détruire cette dernière forteresse, le comte ne fléchit pas.
Agnes de Veldenz, fille unique de Gerlach V, épouse en 1270 Heinrich Ier de Hohengeroldseck ; à partir de cette date, le château est la propriété des comtes « de Veldenz et Geroldseck » ; c'est sous cette branche, et en particulier à l'époque de Frédéric III (de), que la dynastie atteint son apogée territorial. À la mort de ce dernier, sans descendant mâle, sa fille Anna (de) épouse Étienne de Bavière, formant ainsi la dynastie puissante des Palatinat-Deux-Ponts ; l'épiscopat lorrain voit cette union d'un très mauvais œil car leurs nouveaux vassaux sont beaucoup plus puissants que l'ancienne lignée de Veldenz seule.

### Renaissance
Wolfgang de Bavière, héritier de cette lignée, adhère avec enthousiasme à la Réforme ; dès lors, il cherche à tout prix à se détacher de la tutelle catholique de Verdun, ce qu'il parvient à faire en 1543 au prix d'un partage de ses terres avec son oncle Robert. C'est ce dernier qui hérite du château, qu'il transmet à son fils unique Georges-Jean. Le château demeure dans cette lignée durant un peu plus d'un siècle ; toutefois, il est occupé à plusieurs reprises durant la guerre de Trente Ans, successivement par les Suédois, les Français et les Espagnols.

### Destruction
Durant les guerres de Louis XIV, le château est capturé par les troupes françaises le 16 juillet 1680. À cette date, défendue seulement par un commandant et trois soldats, la forteresse est prise par une compagnie ne comptant que treize hommes. S'appuyant sur cette capture, Louis XIV exige de Léopold-Louis qu'il le reconnaisse comme suzerain, considérant la suzeraineté traditionnelle de Verdun sur la région pour justifier ses prétentions ; le comte tergiverse et ne cède que le 9 août 1681 ; la destruction de l'édifice commence alors et se termine à la fin de l'année.

### Rachat et reconstruction
Après un siècle d'abandon complet, le château est vendu comme bien national et racheté par des particuliers en 1807. Ceux-ci l'utilisent tout d'abord comme carrière de pierres, puis une partie de l'édifice est reconstruite.

## Le château dans la culture
Maurice Leblanc, dans son roman 813, met en scène le château de Veldenz, où Arsène Lupin rencontre Guillaume II. L'auteur y décrit le château en ces termes :

« Les ruines de Veldenz, bien connues de tous ceux qui visitent les bords du Rhin et de la Moselle, comprennent les vestiges de l’ancien château féodal, construit en 1277 par l’archevêque de Fistingen, et, auprès d’un énorme donjon, éventré par les troupes de Turenne, les murs intacts d’un vaste palais de la Renaissance où les grands-ducs de Deux-Ponts habitaient depuis trois siècles. »